# Sil·labari cherokee
El sil·labari cherokee és un sistema d'escriptura creat el 1819 per Sequoyah per a la llengua cherokee (o tsalagi). Del contacte mantingut amb els colons europeus, Sequoyah en va prendre la idea de l'escriptura i va prendre com a repte propi crear un sistema d'escriptura similar per al poble cherokee. Després de diverses proves que inclouen una intent d'escriptura ideogràfica, el seu treball va fructificar en la creació d'un sil·labari (en lloc d'un alfabet, com tenien els colons). Alguns dels símbols van ser clarament presos a l'atzar de l'alfabet dels colons, mentre altres van ser completament extrets de la seva imaginació.
| VocalConsonant | a [a]~[ə] | a [a]~[ə] | a [a]~[ə] | e [e]~[ɛ] | e [e]~[ɛ] | i [i]~[ɪ] | i [i]~[ɪ] | o [o]~[ɔ] | u [u]~[ʊ] | v [ə̃]  |
| -------------- | --------- | --------- | --------- | --------- | --------- | --------- | --------- | --------- | --------- | ------ |
| —              | Ꭰꭰ a      | Ꭰꭰ a      | Ꭰꭰ a      | Ꭱꭱ e      | Ꭱꭱ e      | Ꭲꭲ i      | Ꭲꭲ i      | Ꭳꭳ o      | Ꭴꭴ u      | Ꭵꭵ v   |
| g [ɡ]          | Ꭶꭶ ga     | Ꭷꭷ ka     | Ꭷꭷ ka     | Ꭸꭸ ge     | Ꭸꭸ ge     | Ꭹꭹ gi     | Ꭹꭹ gi     | Ꭺꭺ go     | Ꭻꭻ gu     | Ꭼꭼ gv  |
| h [h]          | Ꭽꭽ ha     | Ꭽꭽ ha     | Ꭽꭽ ha     | Ꭾꭾ he     | Ꭾꭾ he     | Ꭿꭿ hi     | Ꭿꭿ hi     | Ꮀꮀ ho     | Ꮁꮁ hu     | Ꮂꮂ hv  |
| l [l]          | Ꮃꮃ la     | Ꮃꮃ la     | Ꮃꮃ la     | Ꮄꮄ le     | Ꮄꮄ le     | Ꮅꮅ li     | Ꮅꮅ li     | Ꮆꮆ lo     | Ꮇꮇ lu     | Ꮈꮈ lv  |
| m [m]          | Ꮉꮉ ma     | Ꮉꮉ ma     | Ꮉꮉ ma     | Ꮊꮊ me     | Ꮊꮊ me     | Ꮋꮋ mi     | Ꮋꮋ mi     | Ꮌꮌ mo     | Ꮍꮍ mu     | Ᏽᏽ mv  |
| n [n]          | Ꮎꮎ na     | Ꮐꮐ nah    | Ꮏꮏ hna    | Ꮑꮑ ne     | Ꮑꮑ ne     | Ꮒꮒ ni     | Ꮒꮒ ni     | Ꮓꮓ no     | Ꮔꮔ nu     | Ꮕꮕ nv  |
| qu [kʰw]       | Ꮖꮖ qua    | Ꮖꮖ qua    | Ꮖꮖ qua    | Ꮗꮗ que    | Ꮗꮗ que    | Ꮘꮘ qui    | Ꮘꮘ qui    | Ꮙꮙ quo    | Ꮚꮚ quu    | Ꮛꮛ quv |
| s [s]          | Ꮝꮝ s      | Ꮜꮜ sa     | Ꮜꮜ sa     | Ꮞꮞ se     | Ꮞꮞ se     | Ꮟꮟ si     | Ꮟꮟ si     | Ꮠꮠ so     | Ꮡꮡ su     | Ꮢꮢ sv  |
| d/t [d]/[t]    | Ꮣꮣ da     | Ꮤꮤ ta     | Ꮤꮤ ta     | Ꮥꮥ de     | Ꮦꮦ te     | Ꮧꮧ di     | Ꮨꮨ ti     | Ꮩꮩ do     | Ꮪꮪ du     | Ꮫꮫ dv  |
| tl [t͡ɬ]        | Ꮬꮬ dla    | Ꮭꮭ tla    | Ꮭꮭ tla    | Ꮮꮮ tle    | Ꮮꮮ tle    | Ꮯꮯ tli    | Ꮯꮯ tli    | Ꮰꮰ tlo    | Ꮱꮱ tlu    | Ꮲꮲ tlv |
| ts [t͡s]~[d͡ʒ]   | Ꮳꮳ tsa    | Ꮳꮳ tsa    | Ꮳꮳ tsa    | Ꮴꮴ tse    | Ꮴꮴ tse    | Ꮵꮵ tsi    | Ꮵꮵ tsi    | Ꮶꮶ tso    | Ꮷꮷ tsu    | Ꮸꮸ tsv |
| w [ɰ]          | Ꮹꮹ wa     | Ꮹꮹ wa     | Ꮹꮹ wa     | Ꮺꮺ we     | Ꮺꮺ we     | Ꮻꮻ wi     | Ꮻꮻ wi     | Ꮼꮼ wo     | Ꮽꮽ wu     | Ꮾꮾ wv  |
| y [j]          | Ꮿꮿ ya     | Ꮿꮿ ya     | Ꮿꮿ ya     | Ᏸᏸ ye     | Ᏸᏸ ye     | Ᏹᏹ yi     | Ᏹᏹ yi     | Ᏺᏺ yo     | Ᏻᏻ yu     | Ᏼᏼ yv  |